# Strandarve
Strandarve (Honckenya peploides) er en 5-25 cm høj urt, der vokser på sandstrande og strandvolde. Strandarve danner ofte første led i successionen på forstranden.

## Beskrivelse
Strandarve er en flerårig urt med en tæppedannende vækst. Stænglerne er krybende med oprette, blomsterbærende spidser. Bladene er sukkulente, modsatte, ustilkede og ægformede med hel rand og stikkende bladspids. Begge bladsider er gråligt græsgrønne.
Blomstringen sker i juni-juli, hvor man finder blomsterne samlet i endestillede stande med 1-6 blomster. De enkelte blomster er tvekønnede, men i praksis enkønnede. Kronbladene er hvide og afrundede mod spidsen. Frugterne er trerummede kapsler med få frø.
Rodnettet består af krybende og tæt forgrenede jordstængler og dybtgående, slanke pælerødder.
Højde x bredde og årlig tilvækst: 0,10 x 0,50 (10 x 5 cm/år), men planterne kan blive betydeligt bredere, hvis man tager alle de skud med, som er dannet fra jordstænglerne.

## Voksested
Arten er udbredt cirkumpolart, dvs. hele vejen rundt om Arktis. I Danmark findes den almindeligt langs alle kyster i plantesamfundene på sandstrande og strandvolde.
På standene omkring Omø findes arten sammen med bl.a. Alm. Kvik, Sodaurt, Strandkål, Strand-Mælde, Strand-Bede og Strand-Sennep
| Portal | Portal:botanik |

## Note
1. ↑  J.-M. Gagné og G. Houle: Facilitation of Leymus mollis by Honckenya peploides on coastal dunes in subarctic Quebec, Canada (engelsk)
2. ↑  "Omø-net.dk: Omøs strande". Arkiveret fra originalen 19. marts 2011. Hentet 19. januar 2009.